# Ectropotheciella distichophylla
Ectropotheciella distichophylla är en bladmossart som beskrevs av Fleischer 1923. Ectropotheciella distichophylla ingår i släktet Ectropotheciella och familjen Hypnaceae. Inga underarter finns listade i Catalogue of Life.